# Olympische Winterspiele 2018/Teilnehmer (Indien)
| Gelbes Symbol für Goldmedaillen mit stilisierten Olympischen Ringen | Graues Symbol für Silbermedaillen mit stilisierten Olympischen Ringen | Braundes Symbol für Bronzemedaillen mit stilisierten Olympischen Ringen |
| ------------------------------------------------------------------- | --------------------------------------------------------------------- | ----------------------------------------------------------------------- |
| —                                                                   | —                                                                     | —                                                                       |

Bei den Olympischen Winterspielen 2018 nahm Indien mit zwei Athleten in zwei Disziplinen teil. Seit der erstmaligen Teilnahme im Jahr 1964 war es die zehnte Teilnahme eines indischen Teams an Olympischen Winterspielen.
Fahnenträger bei der Eröffnungsfeier am 9. Februar war der Rennrodler und sechsmalige Olympiateilnehmer Shiva Keshavan.

## Teilnehmer nach Sportarten

### Rennrodeln
Bereits zum sechsten Mal nahm Shiva Keshavan – der einzige indische Rennrodler in der olympischen Geschichte – an Winterspielen teil. Der „schnellste Mann Indiens“ war im Einsitzer erneut ohne Medaillenchance und konnte sich nach drei Läufen nicht für den 4. Lauf der besten 20 qualifizieren. Letztlich beendete er den Wettbewerb auf dem 34. Rang (von 40).
| Name           | Wettbewerb | Lauf 1   | Lauf 1 | Lauf 2   | Lauf 2 | Lauf 3   | Lauf 3 | Lauf 4        | Lauf 4        | Gesamt       | Gesamt |
| Name           | Wettbewerb | Zeit     | Rang   | Zeit     | Rang   | Zeit     | Rang   | Zeit          | Rang          | Zeit         | Rang   |
| -------------- | ---------- | -------- | ------ | -------- | ------ | -------- | ------ | ------------- | ------------- | ------------ | ------ |
| Männer         |            |          |        |          |        |          |        |               |               |              |        |
| Shiva Keshavan | Einsitzer  | 50,578 s | 36     | 48,710 s | 31     | 48,900 s | 30     | ausgeschieden | ausgeschieden | 2:28,188 min | 34     |

### Skilanglauf
Als erst vierter indischer Skilangläufer in der olympischen Geschichte nahm Jagdish Singh am 16. Februar 2018 am 15-Kilometer-Lauf im freien Stil teil. Er beendete das Rennen auf dem 103. Platz mit mehr als neun Minuten Rückstand auf den siegreichen Schweizer Dario Cologna.
| Männer        |                   |             |     |
| Jagdish Singh | 15 km Freier Stil | 43:00,3 min | 103 |